# مورچه‌مرغ پولک‌دار
مورچه‌مرغ پولک‌دار (نام علمی: Drymophila squamata) نام یک گونه از سرده درختچه‌دوست‌ها است.